# Bridget Riley
Bridget Riley (właśc. Bridget Louise Riley, ur. 24 kwietnia 1931 w Londynie) – brytyjska malarka, czołowa przedstawicielka op-artu.

## Życiorys

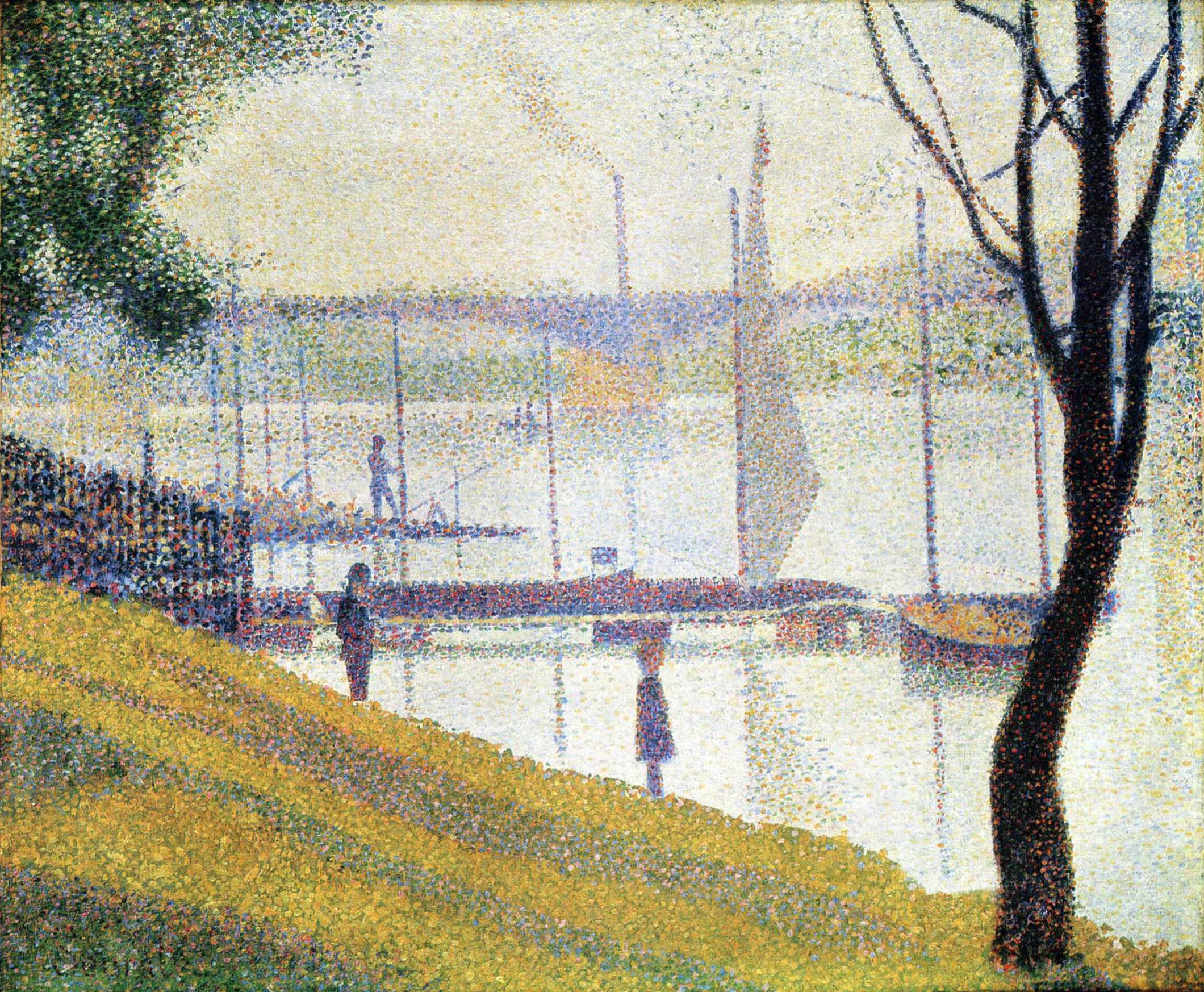
Georges Seurat, Most w Courbevoie

Bridget Riley urodziła się 24 kwietnia 1931 w londyńskiej dzielnicy Norwood. Jej ojciec, John Fisher Riley, był drukarzem pochodzącym z Yorkshire. Artystka spędziła młodość w Kornwalii, której przyroda wywarła wpływ na jej późniejszą twórczość. Riley uczęszczała do Cheltenham Ladies College (1946–49), po czym studiowała na Goldsmiths' College (1949–52) i Royal College of Art (1952–55) w Londynie, gdzie razem z nią uczyli się m.in. Frank Auerbach i Peter Blake. Czując potrzebę wniesienia oryginalnych rozwiązań w świecie sztuki, wpadła w głębokie zwątpienie we własne możliwości, które doprowadziło do załamania nerwowego. Z początku malarstwo Riley było figuralne, z widocznym wpływem impresjonizmu. Około 1958 Riley zmieniła technikę i skupiła się na tworzeniu puentylistycznych pejzaży. Zobaczyła w tym czasie wystawę abstrakcyjnych prac Jacksona Pollocka w londyńskiej Whitechapel Art Gallery. Inspiracją do własnych poszukiwań były dzieła Georges’a Seurata, punktem zwrotnym moment, w którym postanowiła wykonać powiększoną kopię jego obrazu Most w Courbevoie (1886–87), by zgłębić jego technikę. Tym samym zaczęła tworzyć własny styl, w którym badała możliwości zjawisk optycznych, dzięki którym op-artowe obrazy Riley wywołują dezorientujący efekt dla oka. W 1960 namalowała ostatni figuratywny obraz, Pink Landscape. 

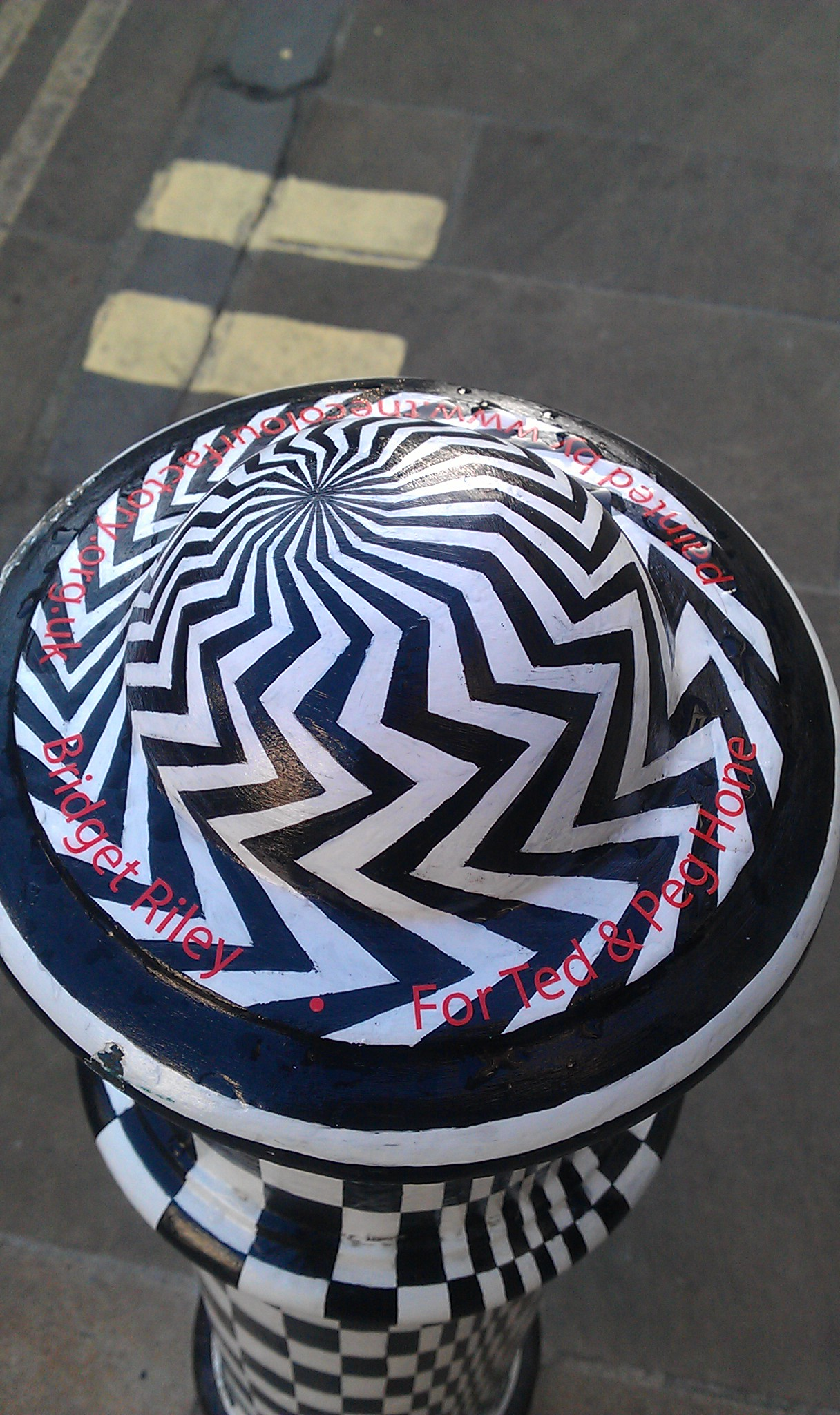
Słupek w Winchesterze pomalowany w stylu „czarno-białego okresu” Riley

W 1961, po kolejnym kryzysie twórczym, Riley rozpoczęła najważniejszy, „czarno-biały okres” swojej kariery, który charakteryzował się wykorzystaniem skrajnych kontrastów. Efekty, których osiągnęła przy użyciu figur geometrycznych, zostały szybko przywłaszczone przez kulturę popularną. Według Roberta Kudielki, jej osiągnięciem było wykorzystanie środków wyrazu malarstwa abstrakcyjnego do ewolucji od obrazów skupionych na spektrum kolorów do przestrzennego, plastycznego podejścia do koloru na płaszczyźnie. Wśród najistotniejszych prac z tego okresu znajdują się Kiss (1961), Shiver (1964) i Crest (1964). Riley w tym czasie zyskała status gwiazdy: jej londyńska wystawa z Richardem Feigenbaumem wyprzedała bilety jeszcze przed otwarciem, nowojorskie sklepy używały motywów Riley do dekoracji witryn i projektowania tkanin, a kobiety szyły sobie sukienki z jej wzorami. Z nagłej sławy Riley próbowali skorzystać inni artyści, jak było w przypadku Josefa Albersa, który nazwał artystkę swoją „córką”. Choć Riley bezskutecznie próbowała prawnie powstrzymać nieautoryzowane reprodukcje swoich prac, skala imitacji jej stylu doprowadziła do zmian w amerykańskim prawie własności intelektualnej. 

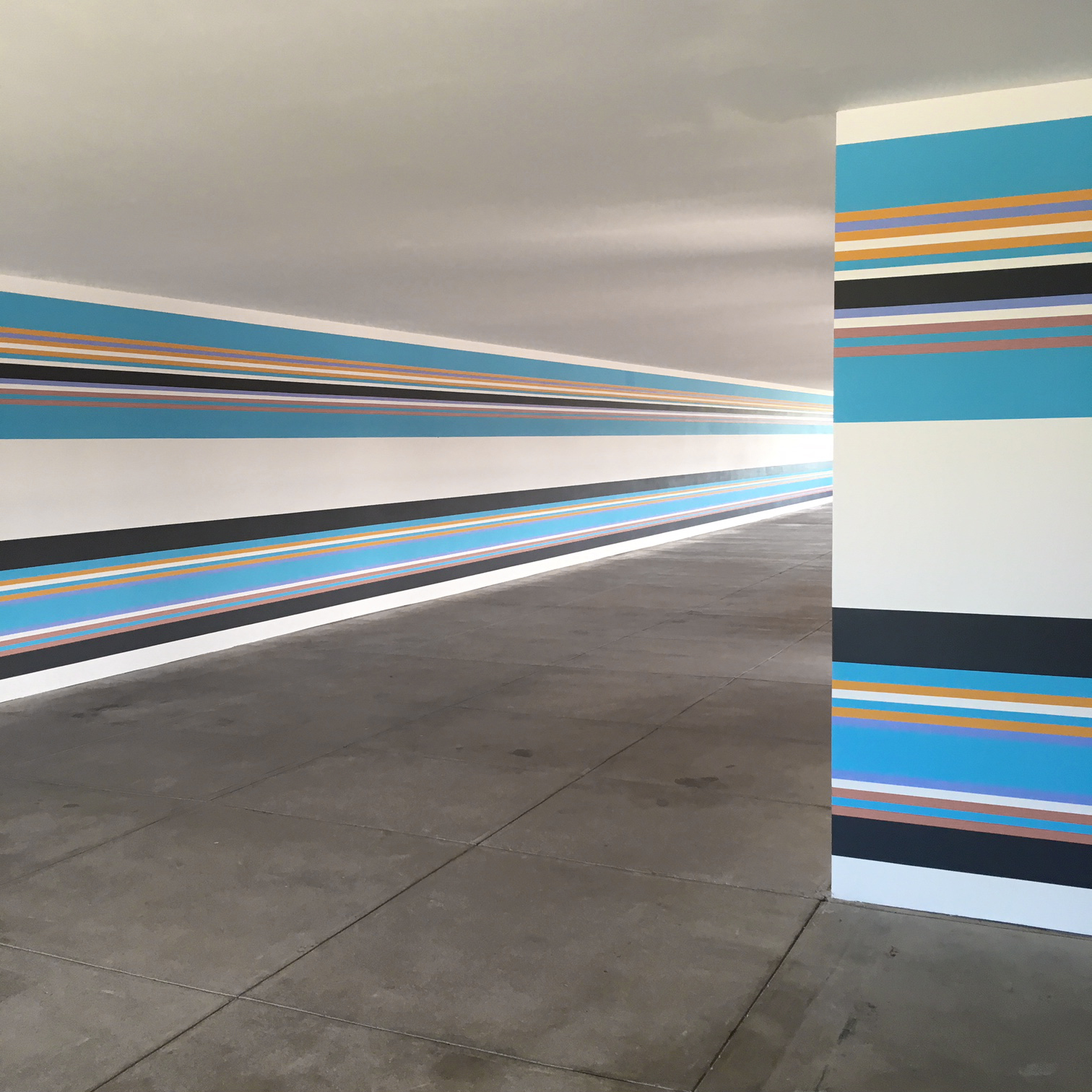
Bridget Riley, Bolt of Colour, 2017-2019. Instalacja, Marfa, Teksas

Po okresie używania odcieni szarości (1965–67) powróciła do barw prostych. W 1968, jako pierwsza kobieta i zarazem pierwszy brytyjski malarz, zdobyła nagrodę główną w kategorii malarstwa na Biennale w Wenecji. W pracach z tego okresu tworzyła kompozycje złożone z kolorowych pasów w taki sposób, by zniwelować oddziaływanie pojedynczych kolorów i wytworzyć efekt kontinuum. Nadal skupiała się na rytmie i napięciach między kolorem lokalnym a ciągłością kompozycji. Jej pierwsza wystawa retrospektywna (1970–71) przyciągnęła 40 tys. widzów, stając się najpopularniejszą wystawą indywidualną sztuki współczesnej tego okresu. Riley porzuciła farby akrylowe na rzecz olejnych, a po wizycie w Egipcie, podczas której poznała malarstwo staroegipskich grobowców, zaczęła powoli rozbijać efekt jednolitości i skupiać się na kolorach indywidualnych. W latach 80. jej prace stały się inspiracją dla artystów neokonceptualnych, takich jak Philip Taaffe czy Ross Bleckner. Od 1986 zaczęła malować kompozycje z trapezoidami. Prace Riley osiągają jedne z najwyższych cen rynkowych wśród artystek; w 2016 jej obraz Untitled (Diagonal Curve) z 1966 sprzedano na aukcji za 4,3 mln funtów.

## Nagrody i wyróżnienia
Laureatka wielu nagród i wyróżnień. W 1962 wyróżniona nagrodą Międzynarodowego Stowarzyszenia Krytyków Sztuki, a w 1968 nagrodą główną na Biennale w Wenecji. W 1998 przyznano jej Order Towarzyszy Honoru, w 2003 japońską nagrodę Praemium Imperiale, a w 2006 została zagranicznym członkiem honorowym Amerykańskiej Akademii Sztuk i Nauk. Wśród jej wyróżnień są także doktoraty honoris causa uniwersytetów w Cambridge i Oksfordzie.

## Wybrane wystawy
- 1962: pierwsza wystawa solowa, Gallery One, Londyn[1][6]
- 1965: The Responsive Eye, Museum of Modern Art, Nowy Jork (wystawa zbiorowa, wraz z m.in. Victorem Vasarely i Ja’akowem Agamem)[2]
- 1971: Bridget Riley, Galeria Narodowa w Pradze[1]
- 1999–2000: Bridget Riley. Ausgewählte Gemälde / Selected Paintings 1961–1999, Kunsthalle für die Rheinlande und Westfalen, Düsseldorf[6]
- 2005: Bridget Riley: Grafiki-retrospektywa 1962–2003, Muzeum Sztuki w Łodzi[10][11]
- 2016: Bridget Riley: Learning from Seurat, Courtauld Gallery, Londyn[5]